# Trynen (Gåsinge-Dillnäs socken, Södermanland, 655465-157615)
Trynen är en sjö i Gnesta kommun i Södermanland och ingår i Trosaåns huvudavrinningsområde. Sjön har en area på 0,116 kvadratkilometer och ligger 35 meter över havet.

## Delavrinningsområde
Trynen ingår i det delavrinningsområde (655083-158306) som SMHI kallar för Utloppet av Storsjön. Medelhöjden är 25 meter över havet och ytan är 37,05 kvadratkilometer. Räknas de 3 avrinningsområdena uppströms in blir den ackumulerade arean 109,86 kvadratkilometer. Väla å som avvattnar avrinningsområdet har biflödesordning 2, vilket innebär att vattnet flödar genom totalt 2 vattendrag innan det når havet efter 32 kilometer. Avrinningsområdet består mestadels av skog (30 procent), öppen mark (12 procent) och jordbruk (33 procent). Avrinningsområdet har 8,6 kvadratkilometer vattenytor vilket ger det en sjöprocent på 23,2 procent. Bebyggelsen i området täcker en yta av 0,29 kvadratkilometer eller 1 procent av avrinningsområdet.